# 千金榆粉蝨
千金榆粉蝨（学名：Taiwanaleyrodes carpini）为粉蝨科臺灣粉蝨屬下的一个种。